# Vi Văn Định
Vi Văn Định (韋文琔, 27 tháng 8 năm 1878 - 1975) là một quan lại triều Nguyễn. Với thanh danh, quyền thế và tiền bạc của dòng họ mình ở miền biên ải, một thời ông Vi Văn Định đã nổi tiếng là một Thổ ty trong vùng Lạng Sơn - Cao Bằng.

## Tiểu sử

### Xuất thân
Tổng đốc Vi Văn Định, dân tộc Tày thành viên Hội đồng cơ mật và Thuộc địa Bắc Kỳ, sinh ngày 27-8-1878 tại Bản Chu, làng Khuất Xá, châu Lộc Bình, tỉnh Lạng Sơn (nay là xã Khuất Xá, huyện Lộc Bình, tỉnh Lạng Sơn). Nguyên quán xã Vạn Phần, tổng Vạn Phần, huyện Đông Thành, tỉnh Nghệ An.

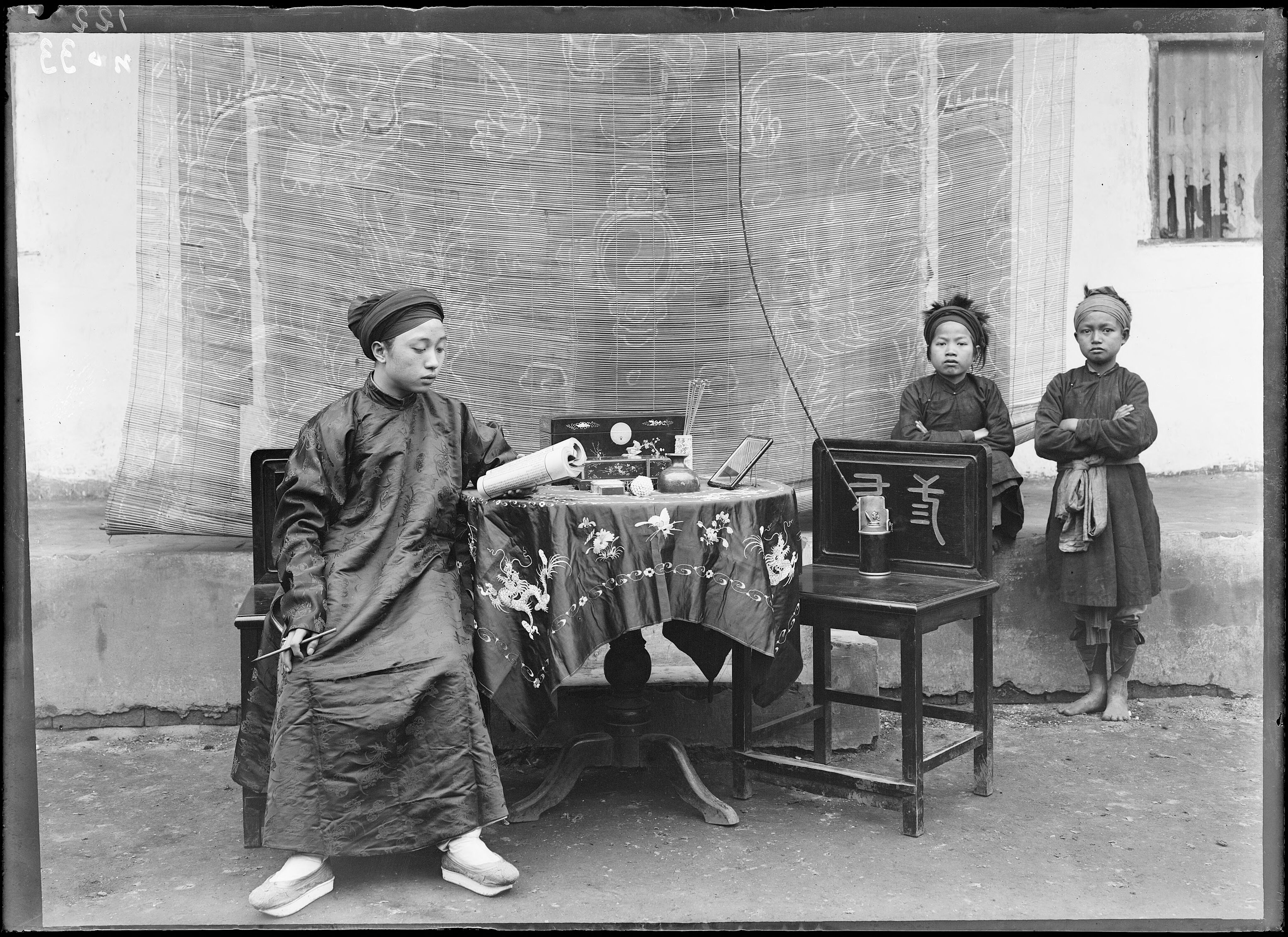
Vi Văn Định tại nhà lúc 17 tuổi

Ông xuất thân trong một gia đình quý tộc gốc Việt-Tày ở Lạng Sơn, là con trai Hiệp biện đại học sĩ Tràng Phái nam Tổng đốc Vi Văn Lý (1830-1905). Cao tổ là cụ Vi Kim Thăng tự Đinh Mật (quê ở Nghệ An) theo Lê Lợi khởi nghĩa đánh giặc Minh, bình giặc xong, khi luận công, ông được liệt vào hàng khai quốc công thần, được triều đình phong chức Trụ quốc, tước Thảo lộ tướng quân Tả đô đốc, Mật quận công. Năm 1431, Vua Lê Thái Tổ cử con trai ông là Đô đốc Đồng Tri Hoàn quận công Vi Phúc Hân lên trấn giữ biên giới phía Bắc. Triều đình cho lấy châu Lộc Bình, tỉnh Lạng Sơn làm quê quán, đời đời làm phiên thần trấn thủ biên thùy không cho về quê nữa, nên tổ tiên ông được “Tày hoá”, “tập tước thổ ty” và nhiều người được phong làm Quận công trong nhiều thế hệ từ đời nhà Hậu Lê đến triều Nguyễn (1802-1945).
Ông có một em trai là ông Vi Văn Lâm, từng làm Bố chánh tỉnh Thái Nguyên.

### Quan lộ
Khởi đầu quan lộ, ông được cử làm Tri châu Lộc Bình (1901). Năm 1909, ông được thăng tri phủ Tràng Khanh. Năm 1913, Thương tá tỉnh Lạng Sơn, rồi năm 1913-1918 làm Án sát tỉnh Cao Bằng. Từ năm 1921 – 1922, ông làm Tuần phủ tỉnh Cao Bằng cho đến khi chuyển về giữ chức Tuần phủ tỉnh Phúc Yên (1923-1927), Hưng Yên (1927-1929). Năm 1929, ông được thăng Tổng đốc tỉnh Thái Bình (1929-1937), đến năm 1937, ông chuyển về làm Tổng đốc tỉnh Hà Đông (1937-1941) tháng 8-1941, ông được phong tước An Phước Nam (Nam tước), hàm Thái tử Thiếu Bảo. Năm 1942 do mâu thuẫn với quan chức người Pháp, ông viết đơn xin về hưu. Ông tham gia Hội Khai trí Tiến đức với chức danh trưởng ban vận động hội viên tán trợ.
Suốt hoạn lộ của mình, ông được Nam triều và chính phủ Pháp Việt Miên tặng nhiều huân chương cao quý, như: Đại Nam Long Tinh, Kim Khánh Đệ Nhất hạng, Kim Tiền, Officier de Ordre Royol du Combodge, Grand Officier de la Légion d’Honneur...
Ông là một quan lại xuất thân trong một gia đình quý tộc Tày gốc Việt từ lâu đời, gia đình có nhiều người làm quan từ nhiều thế hệ, nhưng không làm mất bản sắc văn hoá Việt Nam.
Sau ngày toàn quốc kháng chiến, gia đình ông tản cư ra Hà Đông, sau đó lên chiến khu Việt Bắc. Ông tham gia hội nghị thống nhất Mặt trận Việt Minh và Liên Việt (1951), Mặt trận Tổ quốc Việt nam (1955)

## Gia đình
Vợ ông là bà Hà Thị Bạch (何氏铂), quê làng Khòn Khẻ, tổng Dã Nham, châu Điềm He, nay là thôn Khòn Khẻ, xã Xuân Mai huyện Văn Quan, tỉnh Lạng Sơn. Cha bà là cụ Hà Văn Tề, hậu duệ của Đề đốc Ninh xuyên Quận công Hà Hạc.
Con trai ông là ông Vi Văn Kỳ (nhân viên Bộ Nội vụ chính phủ VNDCCH), trưởng nữ là bà Vi Kim Thành (vợ ông Dương Thiệu Chinh, cháu nội Hiệp tá Đại học sĩ Dương Lâm). Các người con gái khác còn có bà Vi Kim Ngọc (vợ tiến sĩ Văn Khoa Nguyễn Văn Huyên: 1905 -1975, Bộ trưởng Bộ Giáo dục), bà Vi Kim Phú (vợ Giáo sư Thạc sĩ y khoa Hồ Đắc Di: 1900-1984, Hiệu trưởng Đại học y Hà Nội), cháu nội (con gái ông Vi Văn Diệm, con trai cả của cụ Định) là bà Vi Thị Nguyệt Hồ (vợ Giáo sư y khoa Tôn Thất Tùng (1912- 1982) Giám đốc bệnh viện Việt Đức).
Cháu nội ông là Nghệ sĩ ưu tú Vi Văn Bích (con trai ông Vi Văn Huyền), có nghệ danh là Ngọc Linh, là họa sĩ nổi tiếng trong "làng cầm cọ" Việt Nam. Ông từng thiết kế mỹ thuật cho 25 bộ phim truyện Việt nam, trong đó có các bộ phim nổi tiếng như Chung một dòng sông (1959), Vợ chồng A Phủ (1961), Sao tháng Tám (1976)... Ông cũng thiết kế mỹ thuật cho 9 tác phẩm sân khấu thuộc các thể loại kịch nói, chèo, nhạc kịch... Trong cuộc đời nghệ thuật, ông đã tổ chức 11 cuộc triển lãm tranh của mình. Trong suốt 20 năm, ông cùng với các đồng nghiệp như họa sĩ Lê Lam, họa sĩ Thục Phi sưu tầm, tập hợp và đánh giá các tài liệu để chứng minh rằng họa sĩ Bùi Trang Chước (thầy dạy họa của ông) chính là tác giả của bản thiết kế Quốc huy nước Việt Nam Dân chủ Cộng hòa (nay là Cộng hòa xã hội chủ nghĩa Việt Nam).
Một người chắt nội của ông là Vi Quang Đạo, Tổng Giám đốc Cổng Thông tin điện tử Chính phủ trực thuộc Văn phòng Chính phủ.